# Lubień Mały
Lubień Mały (ukr. Малий Любінь) – wieś na Ukrainie w rejonie lwowskim obwodu lwowskiego.